# Im Hyun-sik
Im Hyun Sik (en hangul, 임현식; en hanja, 任炫植; Gangseo-gu, Seúl, 7 de marzo de 1992), más conocido por su nombre monónimo Hyunsik (en hangul, 현식), es un cantante y compositor surcoreano. Es integrante del grupo BtoB desde 2012 bajo el sello discográfico Cube Entertainment.

## Biografía
Hyunsik nació el 7 de marzo de 1992 en Gangseo-gu, Seúl, Corea del Sur. Su padre es Im Ji Hoon, un cantante de música tradicional.  Él estudió música práctica en la Universidad Howon con su compañero Changsub.

## Carrera
Hyunsik debutó como el vocalista principal del grupo BtoB el 22 de marzo de 2012 con el sencillo promocional, «Insane».
Él también participó en la composición de varias canciones de BtoB, incluyendo: «Star», «Killing Me» y «I'll Be Your Man (Pray)».
En septiembre de 2016, Hyunsik comenzó a ser parte de la primera subunidad de BtoB llamada, BtoB Blue, que consiste de los vocalistas del grupo. La unidad publicó su primer sencillo, «Stand Be My», el 19 de septiembre de 2016.

## Discografía
| Título                                                                                       | Año                    | Mejor posición         | Ventas                 | Álbum                               |
| Título                                                                                       | Año                    | COR                    | Ventas                 | Álbum                               |
| Como artista principal                                                                       | Como artista principal | Como artista principal | Como artista principal | Como artista principal              |
| -------------------------------------------------------------------------------------------- | ---------------------- | ---------------------- | ---------------------- | ----------------------------------- |
| «Swimming»                                                                                   | 2017                   | 89                     | - COR: 18 854          | Piece of BTOB Vol. 4                |
| Colaboraciones                                                                               |                        |                        |                        |                                     |
| «Playground» (con Eden Beatz)                                                                | 2015                   | —                      | N/A                    | N/A                                 |
| «Baby Ride» (con Luizy de Uniq)                                                              | 2016                   | —                      | N/A                    | Baby Ride                           |
| «Eating Alone» (con Luizy de Uniq)                                                           | 2017                   | —                      | N/A                    | Sing For You - Seventh Story Change |
| Bandas sonoras                                                                               |                        |                        |                        |                                     |
| «Past Days» (지난 날) (con Junhyung, Ha Yeon Soo, Minhyuk, Changsub, Sungjae)                | 2013                   | 56                     | - COR: 87 730          | Monstar OST                         |
| «After Time Passes» (시간이 흐른 뒤엔) (con Junhyung, Minhyuk, Changsub, Sungjae)            | 2013                   | 32                     | - COR: 125 359         | Monstar OST                         |
| «First Love» (첫사랑) (con Junhyung, Minhyuk, Changsub, Sungjae)                             | 2013                   | 61                     | - COR: 36 395          | Monstar OST                         |
| «Ambiguous» (con Eunkwang y Sungjae)                                                         | 2017                   | 37                     | - COR: 81 845+         | Fight for My Way OST                |
| «─» indica que el lanzamiento no se posicionó en la lista o no se publicó en ese territorio. |                        |                        |                        |                                     |

### Créditos en producción

#### BtoB
| Año  | Título                    | Papel                    | Álbum                               |
| ---- | ------------------------- | ------------------------ | ----------------------------------- |
| 2013 | «Why»                     | Coproductor y coletrista | Thriller                            |
| 2013 | «Star»                    | Coproductor y coletrista | Thriller                            |
| 2014 | «Never Ending (Melody)»   | Coproductor y coletrista | Beep Beep                           |
| 2014 | «I Don't Know»            | Productor & letrista     | Move                                |
| 2014 | «Shake It!»               | Coproductor y coletrista | Move                                |
| 2014 | «You Can't Cry»           | Coproductor y coletrista | The Winter's Tale                   |
| 2014 | «Drink!»                  | Coproductor              | The Winter's Tale                   |
| 2015 | «Summer Romance»          | Coproductor y coletrista | Complete                            |
| 2015 | «My Friend's Girlfriend»  | Coproductor y coletrista | Complete                            |
| 2015 | «I Miss You»              | Productor y letrista     | Complete                            |
| 2015 | «I'll Be Here»            | Coproductor y coletrista | I Mean                              |
| 2016 | «Killing Me»              | Coproductor y coletrista | Remember That                       |
| 2016 | «Anymore»                 | Letrista                 | Remember That                       |
| 2016 | «New Men»                 | Productor y letrista     | New Men                             |
| 2016 | «Pray (I'll Be Your Man)» | Coproductor y coletrista | New Men                             |
| 2016 | «I Love You Forever»      | Coproductor              | New Men                             |
| 2017 | «Someday»                 | Productor y coletrista   | Feel'eM                             |
| 2017 | «Just Say It»             | Coproductor y coletrista | Feel'eM                             |
| 2017 | «Eating Alone»            | Coletrista               | Sing For You - Seventh Story Change |
| 2017 | «Swimming»                | Productor & letrista     | Piece of BTOB Vol. 4                |

#### Otros artistas
| Año  | Título                                                                                | Papel                   | Artista       | Álbum  |
| ---- | ------------------------------------------------------------------------------------- | ----------------------- | ------------- | ------ |
| 2014 | «From When and Until When» (con Yang Yoseob) (어디부터 어디까지; Eodibuteo Eodikkaji) | Compositor & coletrista | Hyuna         | A Talk |
| 2016 | «어린애(愛)» (Young Love)                                                             | Compositor & coletrista | Sungjae & Joy | 어린愛 |

## Filmografía

### Series de televisión
| Año  | Título                        | Papel    | Cadena | Notas                                             | Ref    |
| ---- | ----------------------------- | -------- | ------ | ------------------------------------------------- | ------ |
| 2012 | I Live in Cheongdam-dong      | Él mismo | JTBC   | Con Eunkwang, Minhyuk, Ilhoon y Minwoo de C-Clown | [ 14 ] |
| 2013 | The Heirs                     | Él mismo | SBS    | Aparición corta con BtoB en el episodio 4         |        |
| 2013 | Monstar                       | Él mismo | tvN    | Con BtoB, episodios 1, 2, 6 y 9                   |        |
| 2013 | When a Man Falls in Love      | Él mismo | MBC    | Aparición corta con BtoB en el episodio 8         |        |
| 2015 | The Village: Achiara's Secret | Él mismo | SBS    | Aparición corta con BtoB en el episodio 14        | [ 15 ] |

### Programas de variedades
| Año  | Título                        | Cadena | Notas                                   |
| ---- | ----------------------------- | ------ | --------------------------------------- |
| 2016 | Let's Go! Dream Team Season 2 | KBS    | Episodios 335-336                       |
| 2016 | Battle Trip                   | KBS    | Con Eunkwang y Sungjae, episodio 16     |
| 2017 | Sing For You                  | jTBC   |                                         |
| 2017 | King of Mask Singer           | MBC    | Concursante como «Parrot», episodio 123 |
| 2018 | Law of the Jungle in Mexico   | SBS    | miembro - (Ep. #314-320) - con Eunkwang |